# 哈里茨敦 (紐約州)
哈里茨敦（英語：Harrietstown）是一個位於美國紐約州富蘭克林縣的鎮。

## 人口
根據2020年美國人口普查的數據，哈里茨敦的面積為553.33平方千米，當中陸地面積為510.10平方千米，而水域面積為43.23平方千米。當地共有人口5254人，而人口密度為每平方千米9人。